# 菅順二
菅 順二（すが じゅんじ、1955年（昭和30年）4月3日 - ）は日本の建築家。元竹中工務店取締役執行役員副社長。元日本建築学会副会長。

## 概要
- 村野藤吾賞、日本建築学会賞作品、日本建築学会賞業績、AACA賞など多数受賞

## 略歴
- 1955年 京都府京都市生まれ。
- 1974年 埼玉県立浦和高等学校卒業。
- 1979年 早稲田大学理工学部建築学科卒業。
- 1981年 早稲田大学大学院修了（池原義郎研究室）。
- 1981年 竹中工務店入社。
- 2012年 竹中工務店東京本店設計部長。
- 2015年 同 執行役員設計本部長。
- 2017年 同 常務執行役員[2]。
- 2017年-2018年 日本建築学会副会長[3]。
- 2021年 竹中工務店取締役専務執行役員
- 2023年 竹中工務店取締役執行役員副社長[4]
- 2025年 竹中工務店顧問[5]

## 受賞歴
- 1992年 インテリアプランニング賞優秀賞(青山クラブ)
- 1994年 建築士事務所全国大会建築作品表彰優良賞(第3ディックビル)
- 1996年 通商産業省選定グッド・デザイン施設(第3ディックビル)
- 2000年 中部建築賞入賞(開運堂本店)
- 2003年 SDA賞準優秀賞(コーンズTMCビル
- 2005年
  - 日経ニューオフィス賞奨励賞(竹中工務店東京本店新社屋)
  - エコビルド賞(竹中工務店東京本店新社屋)
  - グッドデザイン賞(竹中工務店東京本店新社屋)
  - AACA賞特別賞(竹中工務店東京本店新社屋)
- 2006年
  - 環境・設備デザイン賞優秀賞竹中工務店東京本店新社屋)
  - JCDデザイン賞審査員特別賞(明治生命館改修)
  - BCS賞(竹中工務店東京本店新社屋)
  - AACA賞本賞(明治生命館改修)
- 2007年
  - 日本建築学会作品選奨(竹中工務店東京本店新社屋)
  - サステナブル建築賞(竹中工務店東京本店新社屋)
  - 村野藤吾賞(竹中工務店東京本店新社屋)
  - BCS賞特別賞(明治生命館改修)
- 2009年 グッドデザイン賞（スカパー東京メディアセンター）
- 2010年 日本建築学会賞業績 (重要文化財「明治生命館」の保存・再生)
- 2011年
  - 日経ニューオフィス賞（アルプスビルディング）
  - グッドデザイン賞 (日東工器本社・研究所)
  - 省エネ・照明デザインアワードグランプリ環境大臣賞（飯野ビルディング）
  - 照明普及賞（飯野ビルディング、東京建物八重洲共同ビル）
- 2012年 日経ニューオフィス賞クリエイティブ・オフィス賞（明治安田生命新東陽町ビル）
- 2013年
  - 照明普及賞 (明治安田生命新東陽町ビル)
  - 東京建築賞 最優秀賞(明治安田生命新東陽町ビル)
- 2014年
  - サステナブル建築賞 一般財団法人建築環境・省エネルギー機構理事長賞(飯野ビルディングI期)
  - 日本建築学会賞作品 (明治安田生命新東陽町ビル)
  - BCS賞作品 (明治安田生命新東陽町ビル)
  - 稲門建築会特別功労賞[6]。
- 2016年 BCS賞(飯野ビルディング)

## 主な作品
- 1986年 霊友会館横須賀（以降一連の各地の霊友会館）
- 1990年 青山クラブ
- 1994年 第3ディックビル
- 1996年 ホテルスプリングス幕張アネックス
- 1998年 開運堂本店
- 1999年 静岡ディックビル
- 2002年 コーンズTMC、髙栄麻布ビル、東洋製罐東品川ビル(ハイデルベルグ・ジャパン本社)
- 2004年 小野薬品筑波寮、竹中工務店東京本店新社屋
- 2005年 明治生命館改修
- 2008年 スカパー東京メディアセンター
- 2010年 日東工器本社、アルプス電気本社
- 2011年 飯野ビルディングI期、東京建物八重洲共同ビル、明治安田生命新東陽町ビル
- 2014年 飯野ビルディングII期
- 2024年 NHK渋谷新放送センター情報棟

## 著書
- SUSTAINABLE ARCHITECTURE－持続可能性の建築(新建築5月号臨時増刊)－2005年共著
- 飯野ビルディング（建築画報 MONOGRAPH）－2012年共著

## 活動歴
- 一般社団法人 日本建築学会副会長(2017-2018)
- 一般社団法人日本建設業連合会建築設計委員会副委員長(2018-)住宅委員会委員(2018-)優秀建築表彰委員会委員(2021-)
- 公益社団法人ロングライフビル推進委員会委員BELCA(2019-2020)
- 一般社団法人 住宅生産団体連合会理事(2020-)政策委員会委員(2020-)
- 一般社団法人 新都市ハウジング協会理事(2018-)会長(2021-)
- 一般社団法人 日本建築美術工芸協会AACA理事(2017-)
- 一般社団法人 住宅・建築SDGs推進センター理事(2020-)
- 一般財団法人 高齢者住宅財団理事(2018-)
- 村野藤吾記念会委員(2019-)

### 建築各賞選考委員歴
- 日本建築学会賞作品
- 村野藤吾賞
- BCS賞
- BELCA賞
- 日本建築士会連合会建築作品賞
- 空間デザイン・コンペティション